# Râul Brătila, Tazlău
Râul Brătila este un curs de apă, afluent al râului Tazlău. 